# 铜罐驿站
铜罐驿站位于重庆市九龙坡区铜罐驿镇，是成渝铁路上的车站，离重庆站44公里，离成都站460公里。车站于1952年随成渝铁路建成通车，当时站内设有5条股道。在1960年川黔铁路通车前，原綦江铁路至大渡口的矿石等物资经过猫儿沱港过江后在本站上岸转运。1969年车站修建至西永的西铜便线，车站亦随之扩建，到发线增加至7条，货场内设有3条装卸线:85。西铜便线于1970年3月完工:316。2012年起利用原原铜西便线改建兴珞铁路工程开工，于2014年6月30日通车。2015年8月，作为渝贵铁路引入重庆枢纽货车线工程的一部分，车站至兴珞铁路陶家场区间建成二线。
车站为成都铁路局兴隆场车站管辖的四等站，目前办理客货运业务，客运每日有一对往来重庆和内江的慢车停靠；货运办理整车货物到发，主要到发品为化肥，不办理散堆装货物、鲜活货物发送、到达。铜罐驿当地盛产的柑橘及罐头、果酒等衍生产品亦曾通过铁路运输。未来成渝铁路重庆至江津区间将实施增建二线工程，本站作为中间站之一届时将停靠重庆至江津的市郊列车，并将重建客运站房。2022年9月30日，铜罐驿和石场区间二线的新铜罐驿隧道贯通。

## 业务办理
客运将于2024年6月15日停止运营。货运服务将继续，提供整车运输 (FTL) 和零担运输 (LTL)，但不包括大件或重型零担货物。该设施不处理危险品。